# Tom J. Murray

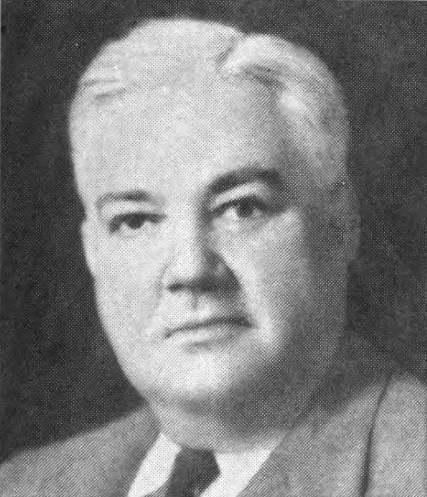
Tom J. Murray, 1965

Thomas „Tom“ Jefferson Murray (* 1. August 1894 in Jackson, Tennessee; † 28. November 1971 ebenda) war ein US-amerikanischer Politiker und vertrat den Bundesstaat Tennessee als Abgeordneter im US-Repräsentantenhaus.

## Werdegang
Tom Murray besuchte die öffentliche Schule in Jackson. Er graduierte 1914 an der Union University in Jackson sowie 1917 an der Rechtsabteilung der Cumberland University in Lebanon. Dann schloss er seine Ausbildung zum Lehrer ab. Während des Ersten Weltkrieges verpflichtete sich Murray in der United States Army. Er diente dort zwischen 1918 und 1919.
Nach dem Krieg arbeitete er als Anwalt in seiner privaten Praxis. Danach war er als Generalstaatsanwalt des 12. Gerichtsbezirks von Tennessee von 1922 bis 1933 tätig. Anschließend arbeitete er in der Rechtsabteilung des Postministeriums in Washington zwischen 1933 und 1942. Murray hatte auch zwischen 1924 und 1933 einen Sitz im demokratischen Exekutivkomitee von Madison County. Des Weiteren war er zudem ein Mitglied des staatlichen demokratischen Exekutivkomitees in den Jahren 1923 und 1924. Danach war er außerdem Delegierter zur Democratic National Convention 1928, 1932 und 1936.
Murray wurde als Demokrat in den 78. und die elf nachfolgenden Kongresse gewählt. Er diente im Kongress bis zu seinem Rücktritt am 30. Dezember 1966. Seine Dienstzeit belief sich vom 3. Januar 1943 bis zum 30. Dezember 1966. In der Zeit im Kongress hatte er einen Sitz im Committee on the Post Office and Civil Service (81., 82. und 84. bis 89. Kongress). Ferner war er an der Verfassung des Southern Manifesto beteiligt, das sich gegen die Rassenintegration an den öffentlichen Einrichtungen aussprach. Des Weiteren entschloss er sich noch einmal 1966 für den 90. Kongress zu kandidieren, scheiterte aber.
Murray verstarb am 28. November 1971 in Jackson. Er wurde auf dem Hollywood Cemetery beerdigt.